# Sprogmiljø
Sprogmiljø er betegnelsen for karakteren af det omgivende miljøs betingelser for udvikling af sprog. 
Sprogmiljøet afstikker rammen for, hvilke sproglige påvirkninger individet har mulighed for at modtage fra sine omgivelser: 
- graden af sproglig mangfoldighed og sproglige nuancer
- mængde og kvalitet af det talte sprog
- stemning og stemthed
- indretning
- tilgængelige materialer (bøger, skrivematerialer, IT)
- musiske/kreative indtryk og udtryk
- kulturelle oplevelser

Sprogmiljøet påvirkes af mennesker, materialer og oplevelser.